# Принц од Астурије
Принц или Принцеза од Астурије (шпански. Príncipe/Princesa de Asturias) је главна титула коју носи наследник шпанске круне. Тренутно носилац ове титуле је Њено Краљевско Височанство Леонор од Бурбона и Ортиза. Године 1977. донет је Краљевски декрет по коме наследник шпанске круне држи следеће историјске титуле: 
- Принц од Астурије
- Принц од Ђироне
- Принц од Вијане
- Војвода од Монблана
- Гроф од Сервере
- Господар Балагера
- Наследник краљевина Кастиље (од 1388), Арагона (од 1351), Наваре (од 1424), Кнежевине Каталоније (од 1387), и краљевина Валенсије(од 1351) и Мајорке (од 1413)

## Порекло титуле
Након смрти Педра I, настала је борба око престола између енглеског претендента, Џона, војводе од Ланкастера и Енрикеа II и његовог сина Хуана I. Након неколико декада сталних сукоба, стране су дошле до договора путем брака: Енрике II се оженио Катарином од Ланкастера 1388. године. Део тог споразума је био да се брачном пару додели титула Принц и Принцеза од Астурије, створена по угледу на већ постојећу енглеску титулу Принца од Велса. Титула је требало да припада законском наследнику кастиљанског престола. 
Првих година, титула није била само почасне природе, јер је укључивала и поседовање територије Астурије. Принц је владао Астуријом у име краља и имао је пуну легислативну моћ. То су променили Католички краљеви који су ову титулу дефинисали као искључиво почасну.
До сада, ову титулу су држали прво Хабзбурговци а потом Бурбони.

## Списак свих принчева и принцеза од Астурије од настанка титуле до данас
| Принц/Принцеза од Астурије                          | Отац или претходник                                    | Од             | До                                                                          |
| --------------------------------------------------- | ------------------------------------------------------ | -------------- | --------------------------------------------------------------------------- |
| Принц Енрике од Трастамаре                          | Хуан I                                                 | 1388           | 1390 (постаје краљ Енрике III од Кастиље и Леона)                           |
| Принц Хуан од Трастамаре                            | Енрике III                                             | 1405           | 1406 (постаје краљ Хуан II Кастиље и Леона)                                 |
| Принц Енрике од Трастамаре                          | Хуан II                                                | 1425           | 1454 (Постаје краљ Енрике IV од Кастиље и Леона)                            |
| Принцеза Хуана Белтранка                            | Енрике IV                                              | 1462 1469      | 1464 (отац је се одрекао) 1479 (губи Грађански рат)                         |
| Принц Алфонсо од Трастамаре                         | Хуан II                                                | 1464           | 1468 (умро)                                                                 |
| Принцеза Изабела Католичка                          | Хуан II                                                | 1468           | 1474 (Постаје краљица Изабела I од Кастиље)                                 |
| Принц Хуан од Арагона и Кастиље                     | Изабела I                                              | 1480           | 1497 (умро)                                                                 |
| Принцеза Изабела, краљица Португала                 | Изабела I                                              | 1497           | 1498 (умрла)                                                                |
| Принц Мигел де ла Паз и Авиз                        | Изабела, краљица Португала                             | 1498           | 1500 (умро)                                                                 |
| Принцеза Хуана од Трастамаре                        | Изабела I                                              | 1500           | 1504 (постаје краљица Хуана I од Кастиље и Леона)                           |
| Принц Карло Хабзбуршки                              | Хуана I                                                | 1504           | 1516 (постаје краљ Карло I од Шпаније и цар Карло V Светог римског царства) |
| Принц Филип Хабзбуршки                              | Карло I                                                | 1527           | 1556 (постаје краљ Филип II од Шпаније и Филип I од Португала)              |
| Принц Карло Хабзбуршки                              | Филип II                                               | 1556           | 1568 (умро)                                                                 |
| Принц Фернандо Хабзбуршки                           | Филип II                                               | 1571           | 1578 (умро)                                                                 |
| Принц Дијего Хабзбуршки                             | Филип II                                               | 1578           | 1582 (умро)                                                                 |
| Принц Филип Хабзбуршки                              | Филип II                                               | 1582           | 1598 (Постаје краљ Филип III од Шпаније и Филип II од Португала)            |
| Принц Филип Хабзбуршки                              | Филип III                                              | 1605           | 1621 (Постаје краљ Филип IV од Шпаније и Филип III од Португала)            |
| Принц Балтазар Карло Хабзбуршки                     | Филип IV                                               | 1629           | 1646 (умро)                                                                 |
| Принц Филип Просперус Хабзбуршки                    | Филип IV                                               | 1657           | 1661 (fallecido)                                                            |
| Принц Карло Хабзбуршки                              | Филип IV                                               | 1661           | 1665 (Постаје краљ Карло II)                                                |
| Принц Хосе Фернандо од Баварске                     | далеки рођак Карла II                                  | 1698           | 1699 (умро)                                                                 |
| Принц Филип Бурбонски                               | нећак-унук Карла II                                    | 1699           | 1700 (Постаје краљ Филип V)                                                 |
| Принц Луис Бурбонски                                | Филип V                                                | 1707           | 1724 (Постаје краљ Луис I)                                                  |
| Принц Фернандо Бурбонски                            | Филип V                                                | 1724           | 1746 (Постаје краљ Фернандо VI)                                             |
| Карло VII од Напуља и Сицилија                      | Филип V                                                | 1746           | 1759 (Постаје краљ Карло III)                                               |
| Принц Карло Бурбонски                               | Карло III                                              | 1759           | 1788 (Постаје краљ Карло IV)                                                |
| Принц Фернандо Бурбонски                            | Карло IV                                               | 1788           | 1808 (Постаје краљ Фернандо VII)                                            |
| Принц Карлос Марија Бурбонски                       | Карло IV                                               | 1808           | 1830 (смењен по рођењу следеће)                                             |
| Принцеза Изабел Бурбонска од Бурбона и Две Сицилије | Фернандо VII                                           | 1830           | 1833 (постаје краљица Изабела II)                                           |
| Принцеза Изабела Бурбонска од Бурбона               | Изабела II                                             | 1851 први пут  | 1857 (смењена по рођењу следећег)                                           |
| Принц Алфонсо Бурбонски                             | Изабела II                                             | 1857           | 1870 (Постаје краљ Алфонсо XII 1875. године)                                |
| Принцеза Изабела Бурбонска од Бурбона               | Изабела II                                             | 1875 други пут | 1880 (смељена по рођењу следеће)                                            |
| Принцеза Марија де лас Мерседес од Бурбона          | Алфонсо XII                                            | 1880           | 1904 (умрла)                                                                |
| Принц Алфонсо од Бурбона и Две Сицилије             | Марија де лас Мерседес од Бурбона и Хабзбурга и Лорене | 1904           | 1906 (смењен по рођењу следећег)                                            |
| Принц Алфонсо Бурбонски                             | Алфонсо XIII                                           | 1907           | 1931/1933 (смењивање монарха / краљ се одрекао престола)                    |
| Принц Фелипе                                        | Хуан Карлос I                                          | 1977           | 2014                                                                        |
| Принцеза Леонop                                     | Фелипе VI                                              | 2014           | Данас                                                                       |